# Pierre-Gilles de Gennes
Pierre-Gilles de Gennes (24. října 1932 Paříž – 18. května 2007 Orsay) byl francouzský fyzik, držitel Nobelovy ceny za fyziku za rok 1991.

## Život
Narodil se v Paříži. Studoval na École normale supérieure. Po opuštění École v roce 1955, se stal výzkumným inženýrem v centru Saclay v Commissariat à l'Énergie Atomique. Tam pracoval s A. Abragamem a J. Friedelem hlavně na rozptylu neutronů a magnetismu. V roce 1957 obhájil svůj titul Ph.D.
Od roku 1976 do roku 2002 byl ředitelem École supérieure de physique et de chimie industrielles de la ville de Paris (ESPCI).
V roce 1990 obdržel Lorentzovu medaili a Wolfovu cenu. V roce 1991 získal Nobelovu cenu, a to za objev, že metody vyvinuté pro studium jevů v jednoduchých uspořádaných systémech lze zobecnit na složitější formy hmoty, zejména tekuté krystaly a polymery.
V poslední době svého života pracoval na granulárních materiálech a původu objektů v paměti mozku. Zemřel v roce 2007.